# 테러와의 전쟁
테러와의 전쟁, 공식적으로는 세계 테러와의 전쟁(Global War on Terrorism, GWOT)은 2001년 9.11 테러 이후 미국이 시작한 글로벌 군사 캠페인으로, 여러 전쟁을 포함하는 최근의 세계적 분쟁이다. 일부 연구자와 정치학자들은 이를 냉전을 대체한 것으로 주장하기도 한다.
이 전쟁의 주요 목표는 알카에다, 탈레반 및 그 동맹국과 같은 무장 이슬람주의 운동이다. 다른 주요 목표에는 2003년 침공으로 전복된 이라크의 바트당 정권과 그 후의 반란 중 싸운 여러 무장 세력이 포함되었다. 2014년 영토 확장을 통해 이슬람국가(IS)가 미국의 주요 적수로 부상하기도 했다. 알카에다의 최근 상태와 관련하여 당시 국무장관이었던 마이크 폼페이오는 2021년에 "알카에다는 새로운 활동 근거지를 가지고 있다. 그것은 이란 이슬람 공화국이다"라고 말했다. 알카에다의 실질적 지도자인 사이프 알아델은 현재 이란에 거주하고 있는 것으로 추정된다.
"테러와의 전쟁"은 전쟁이라는 은유를 사용하여 전통적 전쟁의 정의를 벗어나는 다양한 행동을 설명하는 용어이다. 미국 대통령 조지 W. 부시는 2001년 9월 16일 처음으로 "테러리즘과의 전쟁"이라는 용어를 사용했으며, 며칠 후 의회에서의 공식 연설에서 "테러와의 전쟁"이라는 용어를 사용했다. 부시는 테러와의 전쟁의 적을 "테러리스트의 급진적 네트워크와 이를 지원하는 모든 정부"로 지목했다. 초기 분쟁은 알카에다를 목표로 했으며, 주요 전장은 아프가니스탄과 파키스탄, 즉 "아프팩(AfPak)"으로 알려진 지역이었다. "테러와의 전쟁"이라는 용어는 즉시 당시 합동참모본부 의장이었던 리처드 마이어스를 포함한 개인들로부터 비판을 받았으며, 이후 부시 행정부는 이 캠페인을 정의하기 위해 더 세련된 용어를 사용하기 시작했다. "테러와의 전쟁"은 미국 작전의 공식 명칭으로 사용되지는 않았지만, 미국 군대는 세계 테러와의 전쟁 복무 메달(Global War on Terrorism Service Medal)을 수여했다.
2024년 기준으로, 소말리아에서 미국의 군사 개입을 포함하여 캠페인의 다양한 작전이 진행 중이다. 아프가니스탄과 이라크의 주요 전쟁이 종료되었지만, 이스라엘-하마스 전쟁과 중동 전역으로의 파급 효과는 테러와의 전쟁의 새로운 국면이 시작되었는지에 대한 논쟁을 재점화시켰다. 전쟁 비용 프로젝트(Costs of War Project)에 따르면, 이 캠페인의 9.11 테러 이후 전쟁으로 인해 3,800만 명이 강제 이주를 겪었으며, 이는 1900년 이후 두 번째로 큰 강제 이주 수치이며, 아프가니스탄, 이라크, 리비아, 필리핀, 파키스탄, 소말리아, 시리아, 예멘에서 450만 명 이상의 사망자(직간접 포함)가 발생했다고 추정된다. 또한, 이는 미국 재무부에 8조 달러 이상의 비용을 초래한 것으로 추정된다.
테러와의 전쟁에 대한 미국 국민의 초기 지지는 높았으나, 2000년대 후반에는 매우 인기가 없어졌다. 전쟁에 대한 논란은 도덕성, 사상자, 지속성에 집중되어 있으며, 정부의 시민 자유와 인권을 침해하는 조치에 대한 의문이 제기되었다. 특히 애국자법(Patriot Act)은 연방 정부의 감시 권한을 크게 확장한 것으로 인해 "오웰적인" 법으로 묘사되었다. 드론 전쟁, 감시, 고문, 비정상적 송환, 다양한 전쟁 범죄 등 연합군의 논란이 되는 행위들은 비판받았다. 참여 정부들은 권위주의적 조치를 시행하고, 소수 민족을 억압하며, 전 세계적으로 이슬람 혐오를 조장하고, 건강과 환경에 부정적인 영향을 초래한 것으로 비판받았다. 보안 분석가들은 갈등에 대한 군사적 해결책이 없음을 강조하며, 위기의 근본적인 원인을 해결하기 위한 협상과 정치적 해결책의 중요성을 강조했다.

## 같이 보기
- 아프가니스탄 전쟁
- 이라크 전쟁
- 이라크 내전
- 시리아 내전
- 와지리스탄 분쟁